# Yabelo (woreda)
Pour la ville, voir Yabelo.
Yabelo est un woreda du sud de l'Éthiopie, situé dans la zone Borena de la région Oromia. Il porte le nom de son chef-lieu, Yabelo. Le woreda a 102 165 habitants en 2007.

## Situation
Depuis la création de la zone Ouest Guji, le woreda Yabelo se trouve au nord de la zone Borena.
Son chef-lieu, Yabelo, se trouve sur la route d'Addis-Abeba à Nairobi, à 580 km au sud d'Addis-Abeba.
|         | Dugda Dawa |       |
| Teltele | Yabelo.    | Arero |
| Dillo   | Dire       |       |

Une vaste aire protégée, le Yabelo Wildlife Sanctuary (en), s'étend à l'est de la route principale.

## Population
Au recensement de 2007, le woreda compte 102 165 habitants et 17 % de sa population est urbaine. La population urbaine correspond aux 17 497 habitants du chef-lieu. La majorité des habitants du woreda (60 %) pratiquent les religions traditionnelles africaines, 15 % sont protestants, 15 % sont musulmans, 8 % sont orthodoxes et 2 % sont catholiques.
Avec une superficie de 5 523 km2 [réf. souhaitée], le woreda a une densité de population de 18 personnes par km2 en 2007.